# Ludwig Kempf (Abgeordneter)
Ludwig Kempf (* 3. September 1813 in Dillich im Schwalm-Eder-Kreis; † 4. Dezember 1879 in Bad Hersfeld) war ein deutscher Bürgermeister und Mitglied der kurhessischen Ständeversammlung.

## Leben
Ludwig Kempf wurde als Sohn des Pfarrers Peter Kempf und dessen Ehefrau Caroline Bauer geboren. Er war als Advokat in Hersfeld tätig und übte dort von 1863 bis 1879 das Amt des Bürgermeisters aus. Von 1864 bis 1866 hatte er als Nachfolger von Carl Sunkel ein Mandat für die kurhessische Ständeversammlung, die nach den Unruhen im Jahre 1830 zum Zweck der Beratung und Verabschiedung einer Verfassung gebildet wurde und bis 1866 Bestand hatte, als das Land Hessen durch Preußen annektiert wurde.